# Coste della Sesia Vespolina
 (juillet 2021).
Si vous disposez d'ouvrages ou d'articles de référence ou si vous connaissez des sites web de qualité traitant du thème abordé ici, merci de compléter l'article en donnant les références utiles à sa vérifiabilité et en les liant à la section « Notes et références ».
Le Coste della Sesia Vespolina est un vin italien de la région Piémont dont les appellations sont dotés d'une appellation DOC depuis le 14 septembre 1996. Seuls ont droit à la DOC les vins rouges récoltés à l'intérieur de l'aire de production définie par le décret. 

## Aire de production
Les vignobles autorisés se situent en province de Biella et province de Verceil dans les communes de Lessona, Masserano, Brusnengo, Curino, Villa del Bosco, Sostegno, Cossato, Mottalciata, Candelo, Quaregna, Cerreto Castello, Valdengo et Vigliano Biellese.
Les vignobles se situent sur les pentes qui surplombent la rive droite du cours d'eau de la Sesia.

## Caractéristiques organoleptiques
- couleur: rouge de bonne intensité
- odeur: intense, caractéristique
- saveur: sec, vif, légèrement tannique

Le Coste della Sesia Vespolina se déguste à une température de 16 – 17 °C et il se gardera 2 – 3 ans.

## Production
Province, saison, volume en hectolitres :
- pas de données disponibles